# 云南腾冲火山地热国家地质公园

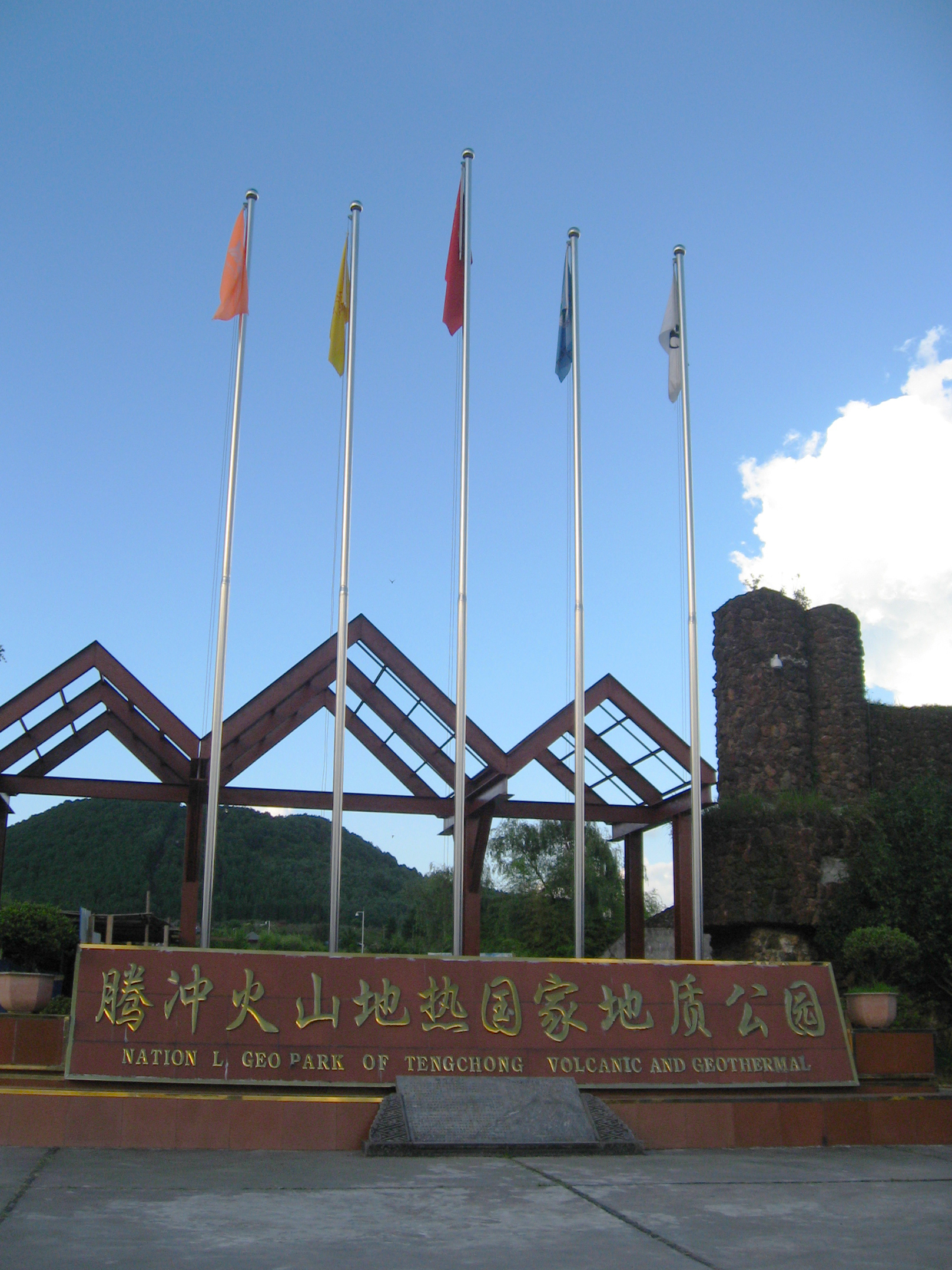
云南腾冲火山地热国家地质公园

云南腾冲火山地热国家地质公园是位於中華人民共和國雲南省腾冲市的一個中华人民共和国国家地质公园，面积為830平方公里，2002年9月30日正式开园。公園共分為马站火山群景区、热海景区、来凤山马鞍山景区、北海景区、云峰山景区等5個片區。此外公園還進行分级保护制度，分為特级、一级、二级、三级保护区及环境协调区。其中特级保护区禁止一般旅遊者進入。公園內有五種類型的火山，分別為穹狀火山、截頂圓錐狀火山、盾狀火山、金字塔火山和低平馬耳式火山。

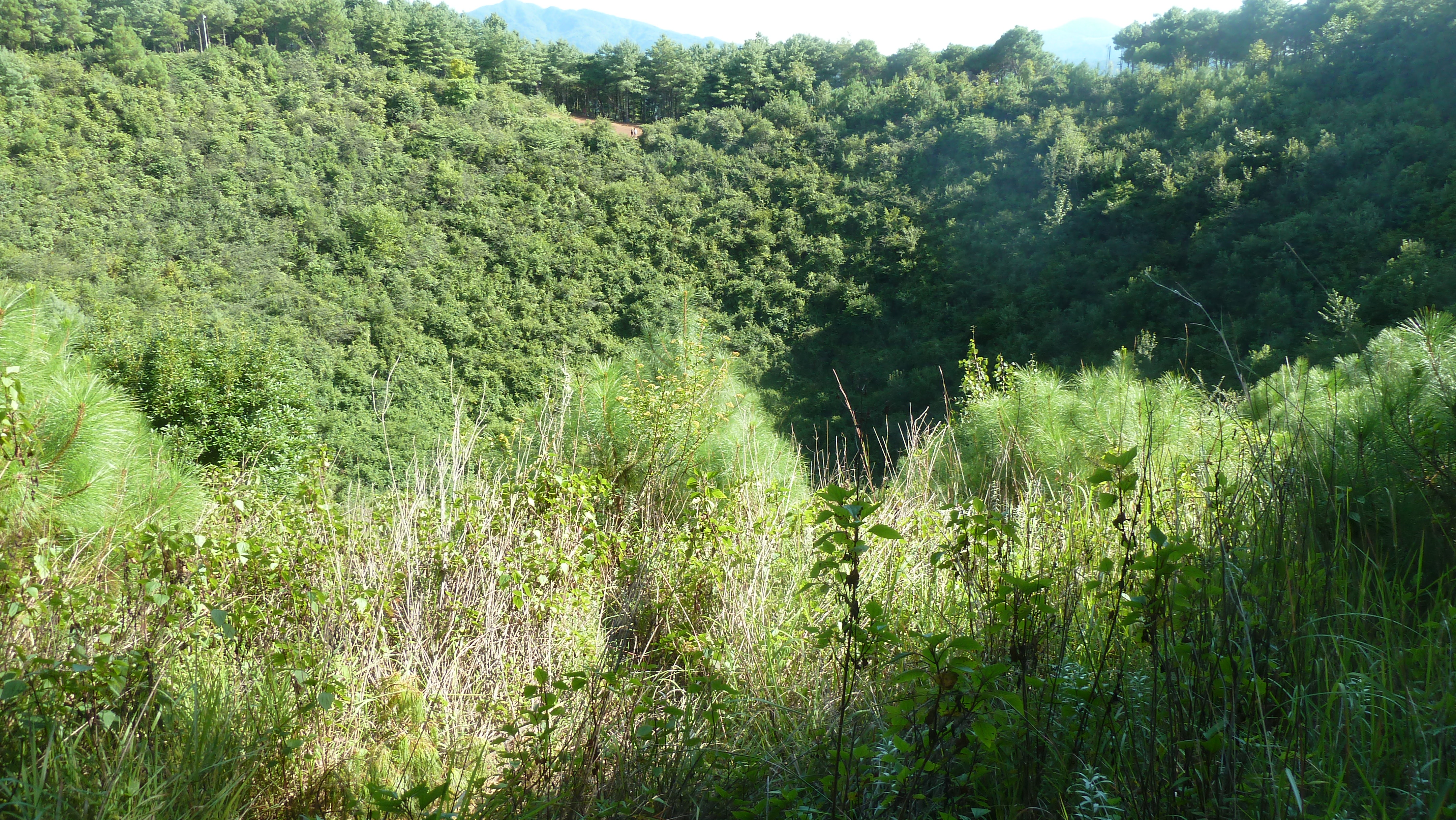
大空山火山口
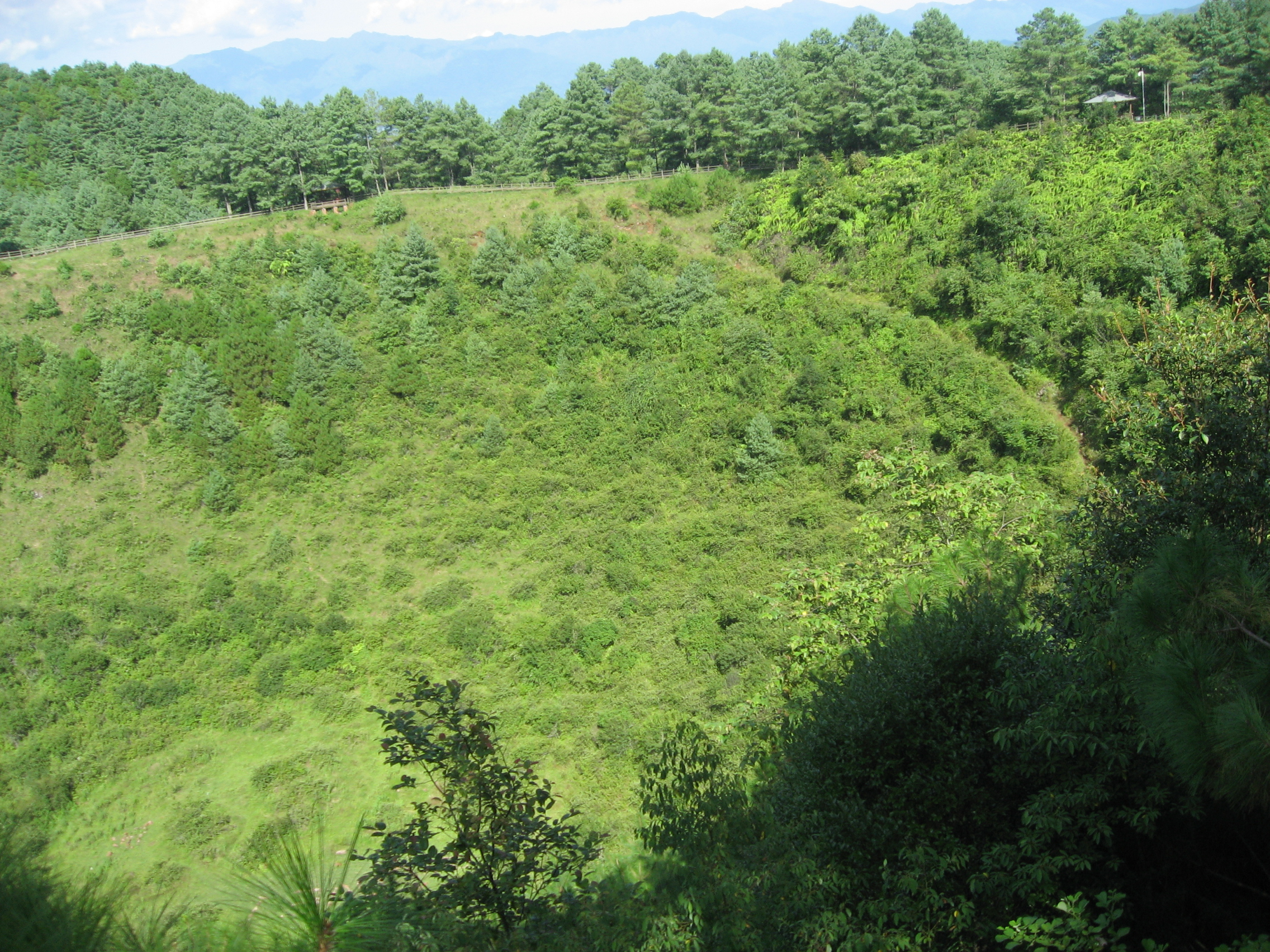
马站火山群的小空山火山口
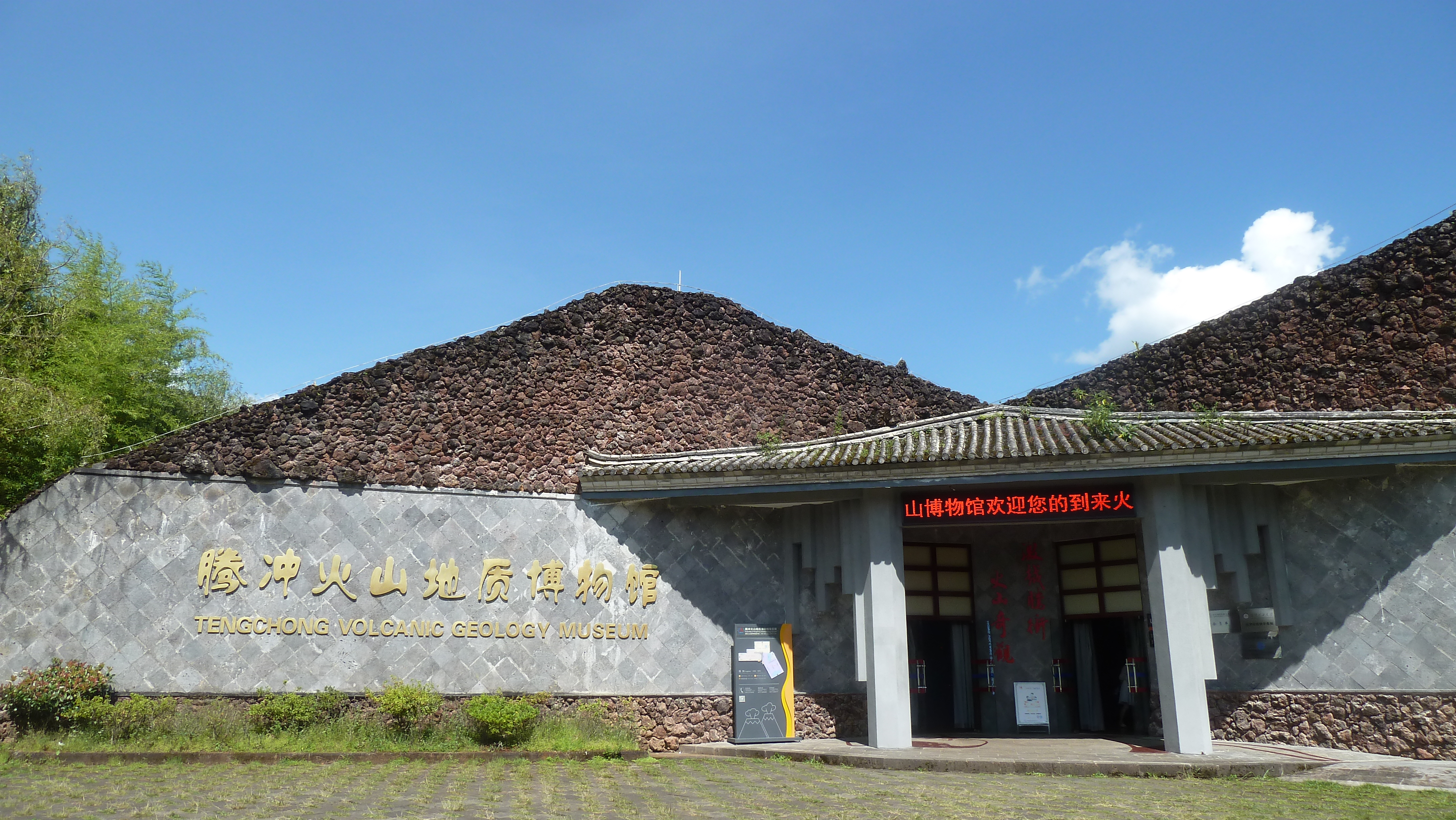
腾冲火山地质博物馆
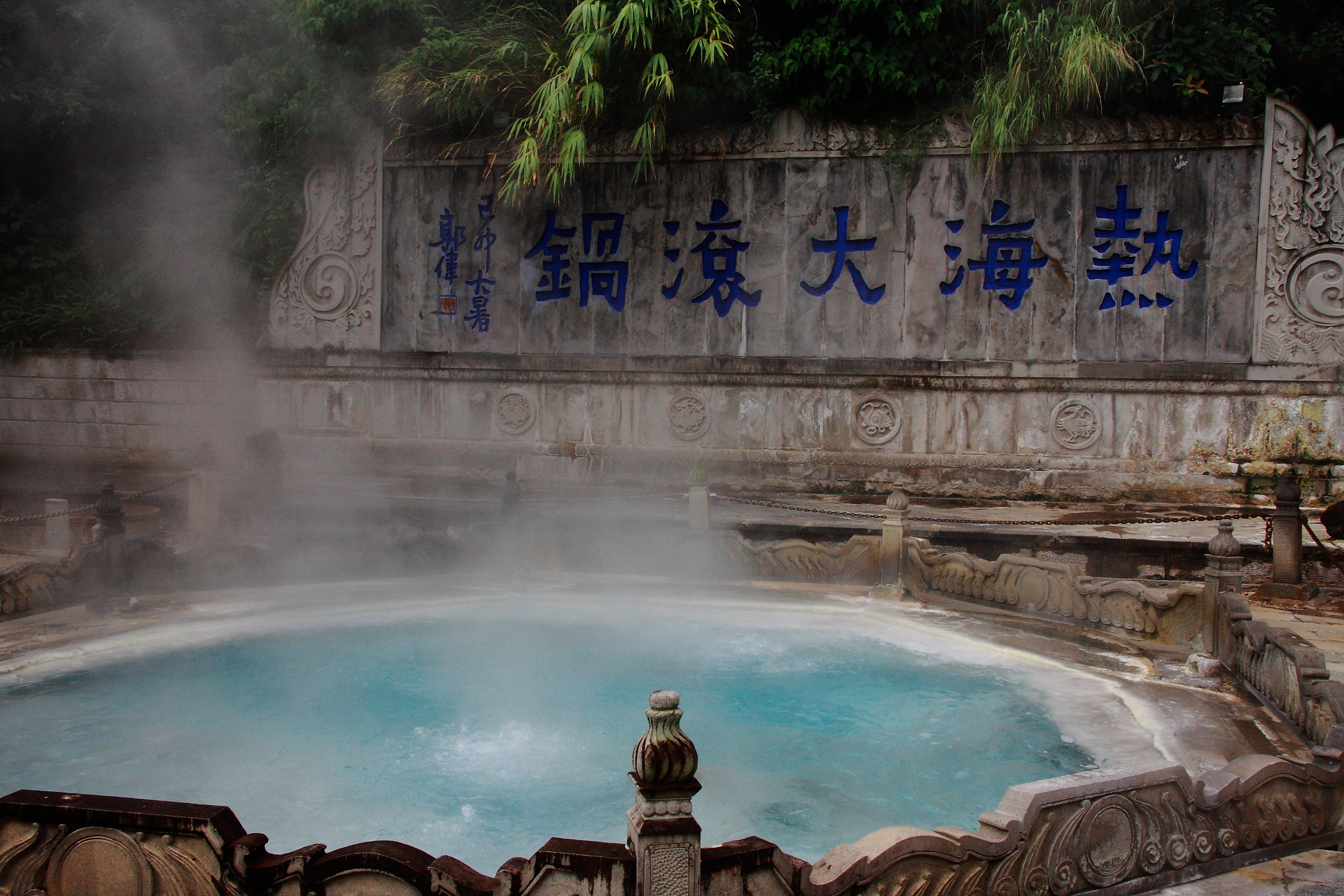
热海景区的热海大滚锅